# 河原千恵子
河原 千恵子（かわはら ちえこ、1962年10月25日 - ）は、日本の小説家。『白い花と鳥たちの祈り』で第22回小説すばる新人賞を受賞する。

## 経歴・人物
東京都文京区出身。早稲田大学第一文学部文芸専攻卒業。幼稚園の頃から、話を作るのが好きだった。小学生のときに、映画『禁じられた遊び』や小説『アンネの日記』に感銘を受ける。この頃から、小説家になりたいという夢を持ち始める。中学・高校時代には、青春ものの小説を書いていた。早稲田大学第一文学部文芸専攻に入学するも、思うように創作ができず、高校生のときに書いた作品を文學界新人賞に応募するが、落選する。大学卒業とほぼ同時に、小説家になる夢を一旦は諦め、就職、結婚、出産を経る。子育てが一段落した頃に、趣味で小説を書いていきたいとの思いから、朝日カルチャーセンターで松岡弘城に師事する。2009年、「なくしてしまったはずのもの」（受賞時タイトルは「白い花と鳥たちの祈り」）で集英社が主催する第22回小説すばる新人賞を受賞し、小説家デビューを果たす（同時受賞は朝井リョウ「桐島、部活やめるってよ」）。受賞したときには、「私的な気持ちのようなものを書いたため、それが公になるのは恥ずかしく、すごく困った」との旨を述べている。

## 作品リスト
- 白い花と鳥たちの祈り（2010年2月 集英社）
- セラピールーム（2017年5月 集英社）

### 単行本未収録短編
- 杉子の眼（『小説すばる』2010年5月号）
- 長谷川の弟（『小説すばる』2010年12月号）
- あらののはてに（『紡』2011年5月発売号）
- 茶色い目（『小説すばる』2011年8月号）
- 太陽だっていつか死ぬ（『小説すばる』2011年12月号）
- シオンの罪（『紡』2012年4月発売号）
- フォーマルハウト（『小説すばる』2012年12月号）
- 交点（『紡』2013年3月発売号）
- シオンの恋（『紡』2013年9月発売号）
- 心いっぱいの声（『小説すばる』2014年10月号）